# DeSoto Records
DeSoto Records es un sello musical norteamericano con base en Washington D. C. y fundado en 1989. Está dirigido por Bill Barbot y Kim Coletta, ambos miembros originales de Jawbox. Inicialmente fue creado para la edición del primer sencillo de la banda Edsel por los miembros de ésta. Jawbox posteriormente utilizaría el nombre DeSoto para su primer EP. Ya ha editado alrededor de 40 grabaciones, singles de 7, CD y LP en vinilo.

## Listado parcial de artistas y álbumes
- Braid y Burning Airlines: Always Something to Remind Me (1998)
- Candy Machine
- Channels
- Compound Red
- The Dismemberment Plan: !; Emergency & I, Change, A People's History of the Dismemberment Plan
- Faraquet : Whole Thing Over" b/w "Call It Sane (1999)
- Doris Henson: Give Me All your Money (2005)
- Juno: This Is the Way It Goes & Goes & Goes (1999); A Future Lived in Past Tense (2001)
- Les Savy Fav
- The Life and Times
- Maritime: Glass Floor (2004)
- Roads To Space Travel
- Edie Sedgwick
- Shiner: The Egg (2002)